# František Brůna (podnikatel)
František Brůna (5. října 1867, Plavy – 18. června 1937, Plavy) byl český podnikatel v textilnictví.

## Životopis

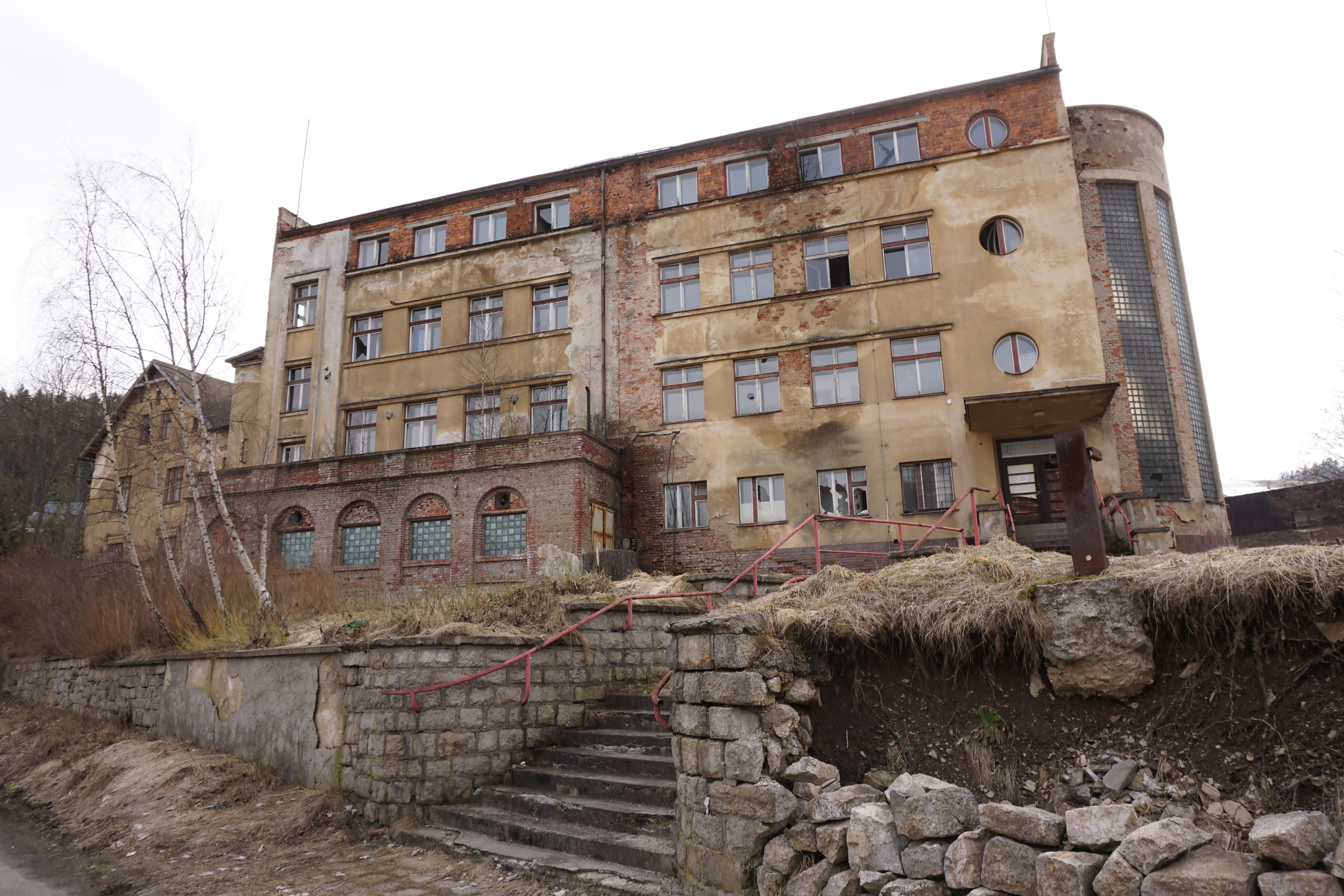
Administrativní a společenská budova Brůnovy továrny v Plavech

František Brůna se narodil 5. října 1867 v Plavech (asi 5 km jižně od Tanvaldu) do rodiny vlastence, rolníka a obchodníka Josefa Brůny. František se nejprve zabýval obchodem se sklem, později přešel k textilu. Od roku 1892 provozoval v Plavech přádelnu bavlny, v roce 1900 založil v obci ještě mechanickou tkalcovnu se 120 mechanickými stavy, jejichž počet zvýšil během necelých deseti let na 500.
Roku 1908 nechal v Plavech postavit přádelnu a v letech 1910 a 1911 skoupil tkalcovny ve Štěpanicích a ve Vrchlabí. Během první světové války byl Brůna postaven před válečný soud ze zločinu proti válečné moci státu, neboť byl jedním z mála podnikajících Čechů v kraji. Nakonec byl roku 1917 osvobozen, nicméně byl též odveden na frontu.
Ve dvacátých letech 20. století vybudoval v Plavech též barvírnu a tiskárnu. Roku 1921, aby odpomohl nezaměstnanosti, nechal postavit cihelnu. Roku 1933 koupil Liebiegovu textilní továrnu v Plavech.
František Brůna zemřel 18. června 1937 ve své továrně v Plavech. Je pohřben na hřbitově v Držkově. Jeho podnikání po něm převzal jeho syn František Brůna mladší.

## Rodina
Za ženu si vzal Marii Kopalovou z Jílového u Držkova, se kterou měl syna Františka Brůnu ml. Marie Brůnová zemřela roku 1933.